# ㅝ
ㅝ(워)는 한글의 모음 중 하나로 ㅓ와 ㅜ가 합쳐진 모음이다.
한국어에서는 이중모음 [wʌ](표준어)로 소리가 난다. 다른 발음으로는 [ wə ](방언), [ wɔ ](문화어) 등이 있다.
| 자명 | 워 |
| 발음 | 어두 : [ wʌ ], 어중 : [ ʷʌ ]（표준어） 어두 : [ wə ], 어중 : [ ʷə ]（방언） 어두 : [ wə ], 어중 : [ ə ]（동남방언） 어두 : [ wɔ ], 어중 : [ ʷɔ ]（문화어） |

## 코드값
| 종류                  | 글자 | 유니코드 | HTML     |
| --------------------- | ---- | -------- | -------- |
| 한글 호환 자모 영역   | ㅝ   | U+315D   | &#12637; |
| 한글 자모 영역        | ᅟᅯ   | U+116F   | &#4463;  |
| 한양 사용자 정의 영역 |   | U+F834   | &#63540; |
| 반각                  | ￔ    | U+FFD4   | &#65492; |